# Tião Neto
Tião Neto, nato Sebastião Costa Carvalho Neto, (Rio de Janeiro, novembre 1931 – Niterói, 13 giugno 2001), è stato un contrabbassista brasiliano.
Ha accompagnato strumentisti conterranei di valore; fra di essi Antônio Carlos Jobim, Sérgio Mendes e João Gilberto.

## Biografia

### Gli inizi
Neto crebbe in un ambiente familiare che favoriva l’ascolto della musica, e questo incoraggiò il giovane a prendere confidenza con diversi strumenti. Il pandeiro fruttò al futuro contrabbassista, appena settenne, un premio musicale dopo essersi esibito a una radio di Bahia, luogo nel quale allora abitava. Più avanti lavorò nel campo dell’aeronautica, ma decise di abbandonare l’attività per indirizzare il suo interesse verso la musica; scelse il contrabbasso e fu seguito nella sua formazione dal bassista del quintetto capitanato da Radamés Gnattali.

### La carriera
Neto esordì negli anni cinquanta al Clube Central de Niterói unendosi ad altri musicisti, tra i quali Sérgio Mendes, in sessioni di jazz, e intervenne a un festival jazz in Uruguay. Nei primi anni sessanta si esibì per un certo periodo in un trio che comprendeva Méndes al pianoforte e una serie di batteristi che si avvicendavano. Nel 1963 era nella sezione ritmica insieme a Milton Banana a registrare lo storico LP Getz/Gilberto. Nello stesso anno, in giro per gli Stati Uniti, si presentò con il trio Bossa Três, formato da Neto, Luis Carlos Vinhas al piano ed Edison Machado alle batteria, e con questa formazione fu ospite dell'Ed Sullivan Show. Sempre quell’anno, andò in tour in Messico con una formazione che includeva Jorge Ben, Wanda Sá, Rosinha de Valença e il batterista Chico Batera. Partecipò anche a una tournée europea insieme a João Gilberto e a Milton Banana.
Nel 1964 si esibì in Giappone con il suo trio che supportava Nara Leão, e l’anno successivo trasferì la sua dimora a Los Angeles, prendendo parte alle formazioni di Mendes Brasil 65, 66, 77 e 88. Tornato in patria, nel 1984 si unì alla Banda Nova di Tom Jobim con la quale fu in sala di registrazione e sul palco, e non solo in Brasile; fece parte del Tião Neto Trio e della Banda São Jorge e accompagnò anche Nana Caymmi per un triennio. Dal 1998 si aprì per Neto una carriera musicale parallela: venne infatti chiamato a inventariare l’intero repertorio di musica brasiliana incisa dal 1907, ma non mancò di esibirsi dal vivo con il ripristinato gruppo Bossa Três. Neto si presentò inoltre come conferenziere su argomenti di jazz. Fra i tanti riconoscimenti, nel 1968 venne incluso nell’elenco dei venti migliori bassisti al mondo stilato dalla rivista Playboy.
Tião Neto è morto il 13 giugno 2001.